# Inter hala Pasienky
Inter hala Pasienky v současnosti známá i pod názvem HANT aréna je sportovní hala v bratislavské městské části Nové Město na Trnavské cestě 29.
Je to sportovní hala nadčasové konstrukce s jasně definovaným tvarem dvou křížících se parabolických oblouků zastřešený zavěšenou lanovou konstrukcí. Městská část Nové Město navrhla památkovému úřadu zařazení této stavby do seznamu národních kulturních a technických památek.

## Projekt
Když se v 50. letech 20. století uvažovalo o potřebě výstavby nové sportovní haly, ani sami autoři návrhu, Jozef Poštulka a Jozef Chovanec, nepředpokládali, že jejich stavba vyvolá takový razantní ohlas a bude součástí scény slovenské architektury až dodnes.
50. léta byla ve stavebnictví obdobím využívání "nástrojů budování", kterými byly typizace a prefabrikace. Stavba sportovní haly na bratislavských pastvinách, která je částečnou kopií původní (originální) haly Paraboleum v Raleigh, USA, koncepčně vyčnívala, byla vyzývavou, provokující a elegantní současně.
Jelikož tvar konstrukce je dán její statickým působením pomocí umně vyvážených sil, můžeme za autory základního tvaru označit projektanta statiky a stavební části – Ing. Josefa Poštulku ve spolupráci s architektem Josefem Chovancem, který navrhl dispoziční řešení a architektonické prvky.

## Situování
Pasienky jsou významnou oblastí městské části Bratislava – Nové Město. Je to lokalita, z jižní strany vymezena Trnavskou cestou a Bajkalská ulicí a ze severu Vajnorský a Tomášikovo ulicí. Je to městská zóna, kde jsou soustředěny městské sportovní aktivity jako např. krytý plavecký bazén, sportovní haly (Pasienky a Elán), venkovní fotbalový stadion s atletickou běžeckou dráhou a jiné méně významné tréninkové plochy pro sportovce.
Na průsečíku Bajkalské ulice (městská komunikace okružního typu) a Trnavské cesty (typická městská radiála obsluhující tranzitní dopravu), v jižním cípu pomyslného Pentagonu, které již výše zmíněné ulice tvoří, se nachází Sportovní hala Pasienky.

## Koncepce
Sportovní hala je typologický druh stavby sloužící sportu a jeho příznivcům. Má enormní prostorové a dispoziční požadavky na způsob řešení hracích ploch z hlediska maximální univerzálnosti, divácké kapacity a technického řešení části pro diváky – diváckého zázemí, kterými jsou vstupy, sezení, křivka viditelnosti, požární bezpečnost, ale i sociální zařízení a stravování.
Autor návrhu, Jozef Chovanec, byl již od počátku nucen zajistit fungování haly tak, aby v ní bylo možné provozovat několik druhů sportů. Původně to měly být různé typy sálových her a mimo jiné i odvětví lehké atletiky, kterými byly skok do dálky, skok do výšky, skok o tyči a trojskok.
Investiční záměr, z něhož se původně v roce 1958 vycházelo předpokládal kapacitu 3500 míst k sezení v hledišti, avšak po dodatečných úpravách záměru se počet diváků vyšplhal až na 5500. Při akcích nebo sportech, jejichž náročnost na hrací plochu, případně plochu na umístění pódia, není až tak značná, je možné dosáhnout kapacity až 6100 sledujících diváků v hledišti haly.

## Konstrukční řešení
Hmotově-prostorová schéma haly je definována jasně a určitě. Tento fakt řadí tuto nepochybně atraktivní architekturu k lepším realizacím, které se v 20. století provedly na Slovensku. Velkou výhodou je i to, že je koncepce haly jasně čitelná. Je od prvního pohledu zřejmé o jaký objekt, s jakým objemem a funkcí jde. Nic není maskováno, ani zakrýváno.
Protože u tohoto typu stavby je tvar primárně určen statickým působením konstrukce a ne naopak, můžeme ji zařadit i mezi vrcholná díla slovenského inženýrského stavitelství 20. století.
Vnímatelné jsou zde dvě kompoziční osy - hlavní a vedlejší. Průběh hlavní osy je definován středem hrací plochy, kterou rozděluje na dvě stejné části. Na konci této osy, v nejnižším bodě střešního pláště, je situován mohutný, ne příliš dobře působící sběrač srážkové vody. Hala Paraboleum je řešena elegantněji – dva parabolické oblouky se nad středovou rovinou protínají ve tvaru ležatého písmene X.
Dominantní nosnou konstrukci haly tvoří dva výrazově jednoznačné a esteticky působící parabolické oblouky s rozponem 73,5 x 67,5 m, na kterých je zavěšena progresivní lanová konstrukce střešního pláště ve tvaru hyperbolického paraboloidu. Celý tento, na Slovensku dodnes unikátní systém je uložen na subtilním a elegantním železobetonovém skeletu, který je vyplněn zasklením a táhne se po celém obvodu stavby.

## Dispoziční řešení
V centrální části stavby je situována hrací plocha. Ve východní části objektu, se nacházejí dvě menší křídla budovy, napojená na prostor haly. Jižní část slouží jako tréninková tělocvična a severní poskytuje prostory jako jsou šatny, administrativa a jiné hospodářské provozu.
Každá polovina hlediska je rozdělena do čtyř sektorů po 1125 diváků, kam se vstupuje vstupy se šířkou 3200 mm. Po propočtech z hlediska požární bezpečnosti budov trvá divákům šest minut, dokud se vyprázdní celá budova.
Časopis Projekt z roku 1962 mezi jinými vzpomíná i vhodné situování míst pro snímání televizních přenosů:
"Pro Čs. státní film a televizi jsou po obvodu hlediska vtipně umístěné vyvýšené podesty (v počtu 12), které umožňují nerušené snímání sportovních akcí. Zaručují dobrou viditelnost na hrací plochu i na tabuli elektročasu a ukazatele výsledků. " 
Pod konstrukcí hlediska je situováno zázemí pro diváky, sestávající z funkcí, kterými jsou šatny, sociální zařízení a občerstvovací zařízení bufetů. V této části objektu se také nacházejí schodiště, která slouží k propojení přízemí z výše položenými částmi tribuny. Konstrukce schodiště je mohutná a stavbě jako takové konkuruje svou masivností.

## Konstrukční detaily
Tak jako v roce 1962, i dnes se tato originální architektura jeví současnou. Na dobu svého vzniku však byla příliš odvážná, příliš komplikovaná, příliš pokroková.
Mnohé detaily se nerealizovaly důsledně, mnohé se zanedbalo a plně se odhalila neschopnost tehdejších stavitelů vyřešit množství konstrukčně-technických podnětů, které se nakonec jeví nevyváženě a jsou v naprostém kontrastu s jasným názorem a názorovou linií architekta a jeho architektury.
Tato stavba se stala opět důkazem, že moderní stavba se vytváří a definuje přesným a někdy až pedantním zpracováním řemeslných a stavebních detailů a hlavně kvalitou materiálu. A tak se kvůli hrubým nedostatkům a ne zrovna nejlepší úrovni zpracování ztrácí ze sportovní haly její výrazová jistota a nesplňuje v plné míře výrazový a estetický záměr autora.

## Závěr
I přes nepřipravenost podniků realizovat stavbu tohoto typu a právě tímto způsobem, se z této sportovní haly stala ikona slovenského moderního stavitelství a patří k významným milníkům slovenského stavitelství.
Konstrukce haly patří mezi stavby, jejichž tvar je determinován jejich statickým působením, který dominuje celkovému designu. Její elegance spočívá v staticky umně vymyšleném konstrukčním systému a můžeme ji proto považovat primárně za inženýrské dílo tvořící "dramatickou architekturu".
Sportovní hala Pasienky byla navržena a zkonstruována před cca 60 lety – moderními prostředky, moderním přístupem, moderní všestranností. Hala nepatří do šedesátých let. Je nadčasová, stále aktuální, stále využívána a dobře fungující.